# German Open 1963
Die German Open 1963 im Badminton (auch Internationale Meisterschaften von Deutschland genannt) fanden am 2. und 3. März 1963 in der Sportschule Kerschensteinerstraße in Hamburg statt. Es war die 9. Auflage des Turniers.

## Sieger und Platzierte
| Disziplin    | Gold                                | Silber                                      | Bronze                           |
| ------------ | ----------------------------------- | ------------------------------------------- | -------------------------------- |
| Herreneinzel | Erland Kops                         | Henning Borch                               | Oon Chong Jin                    |
| Herreneinzel | Erland Kops                         | Henning Borch                               | Knud Aage Nielsen                |
| Dameneinzel  | Judy Hashman                        | Ulla Rasmussen                              | Irmgard Latz                     |
| Dameneinzel  | Judy Hashman                        | Ulla Rasmussen                              | Anni Jørgensen                   |
| Herrendoppel | Erland Kops Poul-Erik Nielsen       | Henning Borch Jørgen Mortensen              | Knud Aage Nielsen Benny Andersen |
| Herrendoppel | Erland Kops Poul-Erik Nielsen       | Henning Borch Jørgen Mortensen              | Berndt Dahlberg Bertil Glans     |
| Damendoppel  | Karin Jørgensen Ulla Rasmussen      | Judy Hashman Sue Devlin                     | Inger Kjærgaard Irmgard Latz     |
| Damendoppel  | Karin Jørgensen Ulla Rasmussen      | Judy Hashman Sue Devlin                     | Bente Flindt Anne Flindt         |
| Mixed        | Poul-Erik Nielsen Kirsten Thorndahl | Ferry Sonneville Yvonne Theresia Sonneville | Benny Andersen Hanne Albrechtsen |
| Mixed        | Poul-Erik Nielsen Kirsten Thorndahl | Ferry Sonneville Yvonne Theresia Sonneville | Franz Krag Inger Kjærgaard       |

## Finalergebnisse
| Disziplin    | Sieger                              | Finalist                                    | Ergebnis    |
| ------------ | ----------------------------------- | ------------------------------------------- | ----------- |
| Herreneinzel | Erland Kops                         | Henning Borch                               | 15-2, 15-3  |
| Dameneinzel  | Judy Hashman                        | Ulla Rasmussen                              | 12-10, 12-9 |
| Herrendoppel | Erland Kops Poul-Erik Nielsen       | Henning Borch Jørgen Mortensen              | 15-5, 15-3  |
| Damendoppel  | Karin Jørgensen Ulla Rasmussen      | Judy Hashman Sue Devlin                     | 15-8, 15-10 |
| Mixed        | Poul-Erik Nielsen Kirsten Thorndahl | Ferry Sonneville Yvonne Theresia Sonneville | 15-4, 17-14 |

## Referenzen
- Badminton-Sport 11 (1963)
- https://www.german-open-badminton.de